# Poimenesperus thomsoni
Poimenesperus thomsoni là một loài bọ cánh cứng trong họ Cerambycidae.